# Палац Ротаріушів (Деркачі)
Палац Ротаріушів — колишня архітектурна пам'ятка 18-19 ст., розташована в селі Деркачі, Старокостянтинівського району, Хмельницької області.

## Історія
В кінці 18 століття Деркачі і Самчики купив граф, учасник Барської конфедерації Лукаш Віктор Якса-Ротаріуш (помер в 1793 році) гербу Гриф, нащадок лотарингського лицаря де Ротара, який ходив у хрестові походи і у 15 столітті потрапив у полон поляків. Полоненим він був у польським лицарем Яксою, з яким затоваришував і навіть одружився з його донькою. 
Напевно, саме Лукаш Віктор на початку 1790-х років збудував у селі невеликий двір і оточив його парком. Відомо лише одне фото цього палацу. В будівлі містився великий вхідний зал та дев'ять кімнат. У холі на стіні висіли олійні портрети в сарматському стилі предків власника - у повний зріст, в старопольських шатах. Веранда слугувала їдальнею і одночасно зимовим садом, тут було безліч екзотичних рослин, серед яких й велетенські агави. Біля їдальні розташовувався салон. Крім портретів в Деркачах зберігалися інші сімейні цінності, кілька творів мистецтва та антикварні меблі.
Ліворуч від двору піднімалися стіни нового палацу. Почав його будувати Йоан Ротаріуш (1835-1917), останній власник садиби, та так і не закінчив. Стояло лише ліве крило, яке пізніше перетворили на оранжерею. 
Двір зусібіч був оточений парком з 18 століття та стояв на півострові - наколо плескалися води Ікви та ставу. В парку було безліч алей, стежок, що бігли до води, містків, перекинутих через канали, скільптур, підстрижених зелених огорож, штучних гротів, ваз на постаментах. Ставом плавав човен з грифом на носі. Веслярів, місцевих хлопців, одягали в морську форму. 
Що сталося з двором після Першої світової - невідомо. 